# Альфа-субодиниця протеасоми 6
Альфа-субодиниця протеасоми 6 (англ. Proteasome subunit alpha 6) – білок, який кодується геном PSMA6, розташованим у людей на короткому плечі 14-ї хромосоми.  Довжина поліпептидного ланцюга білка становить 246 амінокислот, а молекулярна маса — 27 399.
| 10         |  | 20         |  | 30         |  | 40         |  | 50         |
| ---------- |  | ---------- |  | ---------- |  | ---------- |  | ---------- |
| MSRGSSAGFD |  | RHITIFSPEG |  | RLYQVEYAFK |  | AINQGGLTSV |  | AVRGKDCAVI |
| VTQKKVPDKL |  | LDSSTVTHLF |  | KITENIGCVM |  | TGMTADSRSQ |  | VQRARYEAAN |
| WKYKYGYEIP |  | VDMLCKRIAD |  | ISQVYTQNAE |  | MRPLGCCMIL |  | IGIDEEQGPQ |
| VYKCDPAGYY |  | CGFKATAAGV |  | KQTESTSFLE |  | KKVKKKFDWT |  | FEQTVETAIT |
| CLSTVLSIDF |  | KPSEIEVGVV |  | TVENPKFRIL |  | TEAEIDAHLV |  | ALAERD     |

A: Аланін

C: Цистеїн

D: Аспарагінова кислота

E: Глутамінова кислота

F: Фенілаланін

G: Гліцин

H: Гістидин

I: Ізолейцин

K: Лізин

L: Лейцин

M: Метіонін

N: Аспарагін

P: Пролін

Q: Глутамін

R: Аргінін

S: Серин

T: Треонін

V: Валін

W: Триптофан

Цей білок за функціями належить до гідролаз, протеаз, треонінових протеаз. 
Локалізований у цитоплазмі, ядрі.